# Fellheim
Fellheim é um município da Alemanha, situado no distrito de Baixa Algóvia, no estado da Baviera. Tem 5,08 km² de área, e sua população em 2019 foi estimada em 1.152 habitantes.